# Issahaku Yakubu
Issahaku Yakubu (Accra, 17 giugno 1994) è un calciatore ghanese, difensore del National Bank of Egypt.

## Caratteristiche tecniche
Yakubu è un terzino sinistro, preciso nel servire assist ai compagni.

## Carriera
Muove i suoi primi passi nella JMG Academy ad Accra, prima di essere tesserato dal Lierse nel 2014. Complice il fallimento della società belga, nel 2018 passa a parametro zero all'Ergotelīs, nella seconda divisione greca. Il 15 gennaio 2019 si trasferisce al Wadi Degla, in Egitto. Il 9 settembre 2021 firma un triennale con il National Bank of Egypt.

## Statistiche

### Presenze e reti nei club
Statistiche aggiornate al 30 dicembre 2023.
| Stagione                      | Squadra                       | Campionato                    | Campionato | Campionato | Coppe nazionali | Coppe nazionali | Coppe nazionali | Coppe continentali | Coppe continentali | Coppe continentali | Altre coppe | Altre coppe | Altre coppe | Totale | Totale |
| Stagione                      | Squadra                       | Comp                          | Pres       | Reti       | Comp            | Pres            | Reti            | Comp               | Pres               | Reti               | Comp        | Pres        | Reti        | Pres   | Reti   |
| ----------------------------- | ----------------------------- | ----------------------------- | ---------- | ---------- | --------------- | --------------- | --------------- | ------------------ | ------------------ | ------------------ | ----------- | ----------- | ----------- | ------ | ------ |
| 2014-2015                     | Lierse                        | D1                            | 0+2        | 0          | CB              | 0               | 0               | -                  | -                  | -                  | -           | -           | -           | 0      | 0      |
| 2015-2016                     | Lierse                        | D2                            | 3          | 0          | CB              | 0               | 0               | -                  | -                  | -                  | -           | -           | -           | 3      | 0      |
| 2016-2017                     | Lierse                        | D2                            | 25+8       | 0          | CB              | 1               | 0               | -                  | -                  | -                  | -           | -           | -           | 34     | 0      |
| 2017-2018                     | Lierse                        | D2                            | 19+5       | 0          | CB              | 1               | 0               | -                  | -                  | -                  | -           | -           | -           | 25     | 0      |
| Totale Lierse                 | Totale Lierse                 | Totale Lierse                 | 62         | 0          |                 | 2               | 0               |                    | -                  | -                  |             | -           | -           | 64     | 0      |
| 2018-gen. 2019                | Ergotelīs                     | FL                            | 11         | 1          | CG              | 5               | 0               | -                  | -                  | -                  | -           | -           | -           | 16     | 1      |
| gen.-giu. 2019                | Wadi Degla                    | PL                            | 15         | 1          | CE              | 0               | 0               | -                  | -                  | -                  | -           | -           | -           | 15     | 1      |
| 2019-2020                     | Wadi Degla                    | PL                            | 33         | 0          | CE              | 0               | 0               | -                  | -                  | -                  | -           | -           | -           | 33     | 0      |
| 2020-2021                     | Wadi Degla                    | PL                            | 33         | 1          | CE              | 1               | 0               | -                  | -                  | -                  | -           | -           | -           | 34     | 1      |
| Totale Wadi Degla             | Totale Wadi Degla             | Totale Wadi Degla             | 81         | 2          |                 | 1               | 0               |                    | -                  | -                  |             | -           | -           | 82     | 2      |
| 2021-2022                     | National Bank of Egypt        | PL                            | 33         | 2          | CE              | 3               | 0               | -                  | -                  | -                  | -           | -           | -           | 36     | 2      |
| 2022-2023                     | National Bank of Egypt        | PL                            | 34         | 0          | CE              | 1               | 0               | -                  | -                  | -                  | -           | -           | -           | 35     | 0      |
| 2023-2024                     | National Bank of Egypt        | PL                            | 11         | 0          | CE              | 0               | 0               | -                  | -                  | -                  | -           | -           | -           | 11     | 0      |
| Totale National Bank of Egypt | Totale National Bank of Egypt | Totale National Bank of Egypt | 78         | 2          |                 | 4               | 0               |                    | -                  | -                  |             | -           | -           | 82     | 2      |
| Totale carriera               | Totale carriera               | Totale carriera               | 232        | 5          |                 | 12              | 0               |                    | -                  | -                  |             | -           | -           | 244    | 5      |